# Lutrochus luteus
Lutrochus luteus is een keversoort uit de familie Lutrochidae. De wetenschappelijke naam van de soort is voor het eerst geldig gepubliceerd in 1852 door LeConte.